# Тиуб, Сада
Сада Тиуб (фр. Sada Thioub; род. 1 июня 1995[…], Нантер) — французско-сенегальский футболист, полузащитник.

## Клубная карьера
Футбольную карьеру начал в 2012 году в составе клуба «Кан Б».
1 июля 2013 года перешёл французский клуб «Ницца». 23 января 2015 года в матче против клуба «Олимпик Марсель» дебютировал в чемпионате Франции.
24 июля 2015 года подписал контракт с клубом «Генгам». 24 июля 2015 года на правах аренды перешёл в французский клуб «Серкль Атлетик». 11 августа 2015 года в матче против клуба «Гавр» дебютировал в кубке французской лиги.
1 июля 2016 года стал игроком французского клуба «Ним». 12 ноября 2017 года в матче против клуба «Атлетико Марсель» дебютировал в кубке Франции.

## Карьера в сборной
23 марта 2019 года дебютировал за сборную Сенегала в матче против сборной Мадагаскара (2:0).

## Достижения
«Ним»
- Серебряный призёр Лиги 2: 2017/18

Сборная Сенегала
- Финалист Кубка африканских наций: 2019

## Клубная статистика
| Игровая карьера | Игровая карьера | Игровая карьера | Лига | Лига | Кубки | Кубки | Межд. | Межд. | КЛ | КЛ |
| --------------- | --------------- | --------------- | ---- | ---- | ----- | ----- | ----- | ----- | -- | -- |
| 2017/18         | Ним             | Б               | 32   | 4    | 2     | 0     | —     | —     | 1  | 1  |
| 2018/19         | Ним             | А               | 38   | 3    | 1     | 0     | —     | —     | —  | —  |
| 2019/20         | Анже            | А               | 23   | 1    | 2     | 2     | —     | —     | 1  | 0  |
| 2020/21         | Анже            | А               | 27   | 1    | 3     | 0     | —     | —     | —  | —  |
| 2021/22         | Анже            | А               | 1    | 0    | 1     | 0     | —     | —     | —  | —  |
| 2021/22         | Анже            | А               | 17   | 0    | 1     | 0     | —     | —     | —  | —  |
| 2022/23         | Сент-Этьен      | А               | 27   | 1    | 3     | 0     | —     | —     | —  | —  |
| 2024            | Елимай          | А               | 10   | 1    | 5     | 1     | —     | —     | —  | —  |